# Stauwehr Wieblingen
Das Stauwehr Wieblingen ist ein Stauwehr am Neckar bei Heidelberg. Es ist Teil der Staustufe Schwabenheim, ebenso wie die Schleuse Schwabenheim am unteren Ende des Seitenkanals Wieblingen sowie die Kraftwerke Schwabenheim und Wieblingen. Es wurde 1922 bis 1925 erbaut und steht unter Denkmalschutz.

## Lage
Das Stauwehr ist vom Rhein aus gesehen die zweite Anlage. Die dazugehörigen Schleusen und das Kraftwerk befinden sich in Schwabenheim. Die Wehranlage liegt zusammen mit dem Kraftwerk Wieblingen in Höhe des beginnenden Seitenkanals und markiert den Beginn des Altneckars.

## Bauwerk
Die in den sechs Wehrfeldern installierten zur Stauhaltung dienenden Verschlüsse haben eine Gesamthöhe zwischen 4,30 und 5,90 Meter. Über die Wehrfelder und den Seitenkanal führt ein Wehrsteg als öffentlicher Fußweg. Dieser verbindet den Heidelberger Stadtteil Bergheim mit dem zum Stadtteil Neuenheim gehörenden Neuenheimer Feld.

## Bauvorhaben
Aufgrund seines Alters waren und sind Instandsetzungsarbeiten erforderlich, um die Anlage – und damit im Rahmen der natürlichen Gegebenheiten den Hochwasserschutz von Heidelberg – funktionsfähig zu erhalten. 2006 wurde mit der Grundinstandsetzung des Wehres begonnen. Im Rahmen der Baumaßnahme erfolgte in der ersten Phase die Erneuerung der in Fließrichtung des Neckars gesehenen zwei rechten Wehrfelder inkl. der dazugehörigen Antriebs- und Steuerungstechnik. Hierzu wurden die stählernen Wehrverschlüsse ersetzt, die Wehrpfeiler saniert und die zugehörigen Antriebshäuser neu hergestellt. Auch wurde der Austausch eines Teils des Wehrsteges umgesetzt.
Bevor die vier weiteren Wehrfelder von Grund auf instand gesetzt werden, erfolgt die Sicherung des Kolks im Unterwasser der Wehranlage. Ursache für die Bildung und Fortschreitung des Kolkes ist, dass unter den geöffneten Wehrverschlüssen das abzuführende Wasser mit hoher Energie hindurch schießt. Üblicherweise wird an Wehranlagen im Unterwasser ein Tosbecken (zum Beispiel in Form einer Betonschwelle) zur Vernichtung dieser hohen Energie vorgesehen. Das Wehr Wieblingen besitzt kein solches Tosbecken. Das Fehlen dieses Tosbeckens hat zur Folge, dass sich im Unterwasser der Wehranlage eine erhebliche Vertiefung in der Flusssohle, ein Kolk, gebildet hat. Kontrollpeilungen im Unterwasser haben gezeigt, dass dieser Kolk mittlerweile Tiefen von über 8 m gegenüber der ursprünglichen Flusssohle aufweist und sowohl immer tiefer als auch größer wird und wandert. Es ist damit zu rechnen, dass durch eine fortschreitende Eintiefung und Ausdehnung dieses Kolks sowohl die Standsicherheit und damit die Betriebssicherheit der Wehranlage als auch die Standsicherheit der Trennmauer zum Seitenkanal Wieblingen gefährdet sind.
Zur Stabilisierung der Trennmauer zum Seitenkanal erfolgte daher bereits im Dezember 2009 eine Aufschüttung mit Wasserbausteinen entlang der Trennmauer. Diese Sicherungsmaßnahme wirkt jedoch nur dauerhaft, wenn wie im Folgenden geplant, der Kolk mit Wasserbausteinen aufgefüllt und befestigt wird. Zur Stabilisierung werden diese Wasserbausteine mit Unterwasserbeton vergossen. Zusätzlich erfolgt der Einbau von Spundwänden, welche die baulichen Anlagen vor Erosion schützen sollen. Im Anschluss an die Sicherung des Kolks wird mit der Grundinstandsetzung der restlichen Wehrfelder fortgefahren werden. Baubeginn war im Februar 2025. Die Bauzeit beträgt ca. ein Jahr.